# 花村晃子
花村 晃子（はなむら あきこ、1月1日 - ）は、日本の声優、女優。静岡県出身。

## 略歴
声優を目指そうと思ったのは人物の声が好きであり、小さいころから絵本を読み聞かせてもらうといった声に出して読むことが好きだったり、CM、紀行番組のナレーションが好きだったり、アニメも好きで、声に反応する子供だったという。
小さい頃から夢は声優で、小学校の卒業文集から《将来の夢：声優》と書いていた。
人前に出るのは苦手で、朝礼で何か読まされるのようなものは、毎回頭が真っ白になってしまって全くダメだったという。
中学時代に、英語の授業で海外の童話が教材になったことがあり、教師の発案で、皆で英語劇をしようということになった。あるシーンを、英語でセリフを覚えて、各班で発表して、最後にどこがよかったか投票しようのようなことになり、当時は英語が好きだったこともあって、自分の班で主人公のお姫様役を演じるになった。幼稚園のお遊戯会以外で、人前で芝居をするのはその時が初めてで、そういうのを率先してしたがるタイプでもなかったため、配役は偶然決まっていたが、「はたして大丈夫だろうか??」と内心ドキドキしていたという。発表会になっていた時に、緊張していたはずだったが、楽しく「こんな自分が居たんだ!!」と思っていたという。夢見心地なふわふわした状態で発表を終えて、後日、皆の投票でクラスの主演女優賞をもらった。あまり何かに特化した人物では無かったことから、衝撃で楽しく、「皆も楽しんでくれたんだ！」と嬉しかったという。少し後に、好きだった教師が「卒業した生徒が高校で演劇部に入っていて、もうすぐ発表があるから皆興味があったら見に行ってあげて」という話をしてもらい、行っていた。その演目が、好きだった宮沢賢治の『銀河鉄道の夜』で他にも演劇集団キャラメルボックスの『広くて素敵な宇宙じゃないか』を上演していた学校もあり、感銘を受けて「私もあっち側に行きたい!!」と強く思っていたという。
アトミックモンキー声優・演技研究所第3期生。
以前はアトミックモンキーに所属していた。

## 人物
特技は猫のノミ取り、ジャンベ。趣味は散歩、文房具集め、スクラップアルバム作り。

## 出演

### 吹き替え
2010年
- セレブな彼女の落とし方（おばあちゃん 他）

2016年
- 十万个冷笑話 11区番外篇（女の子）

### 舞台
2011年
- 劇団しゅうくりー夢50回公演『Diablos 〜アリアドル・マリーク家の悲劇〜』（カロローソ）[3]

2013年
- 劇団鴉霞チャレンジ公演☆5月『ハッピークイーンとイバラの姫』（中津川葵）
- まごころ18番勝負第17回公演『排他的論理和の否定 - exclusive Not OR -』(志木朝霞）

2014年
- エムキチビート第十二廻公演『黎明浪漫譚-れいめいロマンティック-』（夢の配管工）

### ゲーム
2012年
- 海賊ファンタジア（魔法国 神算軍師アルテッサ 他）

2013年
- OZMAFIA!!（フーカ）
- ブランチ☆パニック!（おばあちゃん、セレブ）

2014年
- ヒーロープレイスメント（奈良井しずめ 他）
- マブラヴ オルタネイティヴ トータル・イクリプス - PC版

2015年
- OZMAFIA!! -vivace-（フーカ）

### CD
2012年
- 丸角屋の嫁とり（山中ヒコ作）（うばや役）

### 遊技機
2012年
- 西陣パチンコ台音声